# Jan Meyer-Rogge
Jan Meyer-Rogge (Hamburg, 1935) is een Duitse beeldhouwer.

## Leven en werk
Meyer-Rogge studeerde van 1955 tot 1958 schilderkunst bij Karl Kluth aan de Hochschule für bildende Künste in Hamburg. Van 1959 tot 1963 maakte hij studiereizen naar onder andere Amsterdam, Berlijn, Florence en Madrid. Meyer-Rogge is vanaf 1964 werkzaam als beeldhouwer, die zich voornamelijk bezighoudt met de materialen staal en hout. Zijn werk wordt gerekend tot het minimalisme en land art.
In 1981 kreeg hij de Edwin-Scharff-Preis van de Hamburgse Senaat, een prijs die hij in 1982 op cultuurpolitieke gronden weer teruggaf. Hij verbleef in 1984 met een stipendium in Casa Baldi in Olevano Romano. De Edwin-Scharff-Preis werd hem in 1987 nogmaals toegekend.
Meyer-Rogge is sinds 1972 lid van de Deutsche Künstlerbund. Hij woont en werkt in Hamburg.

## Werken (selectie)
- 1969: Drei Phasen Würfel, Otterndorf
- 1975: Dreiklang - staal, Hochschule für Musik in Hamburg
- 1977: Pyramide - hout, Neuenkirchen (Lüneburger Heide)
- 1978: Ein Buchstamm: Aus dem Sägewerk zurück in die Landschaft - hout, Neuenkirchen
- 1978: Aufgebäumter Stamm - hout, Weserdeich in Bremen ( thans collectie Kunst-Landschaft in Neuenkirchen (Lüneburger Heide))
- 1979: Freiburger Plastik - hout, Freiburger Kunstverein in Freiburg im Breisgau
- 1983: Der gestürzte Stamm - hout, Hamburg (verloren gegaan)
- 1984: Großes Tor - hout, buitencollectie Skulpturenmuseum Glaskasten in Marl
- 1986: Doppeltor - hout, Skulpturenpark Billebogen in Hamburg
- 1986: Doppeltor - hout, Buchholz in der Nordheide
- 1991: Ebbe und Flut - staal, Weserpromenade Osterdeich in Bremen
- 1992: Doppelkreuz - hout, Gartow
- 1995: Doppelwinkel - staal, Bückeburg
- 1996: Tor der Winde - staal, Niebüll
- 1996: Gezeiten XXVI - staal
- 1997: Doppelwinkel - staal, Feithstraße in Hagen
- 2001: Im Horizont - staal
- 2002: Rondo - staal, Skulpturenpark Schloss Wiligrad bij Schwerin

## Fotogalerij

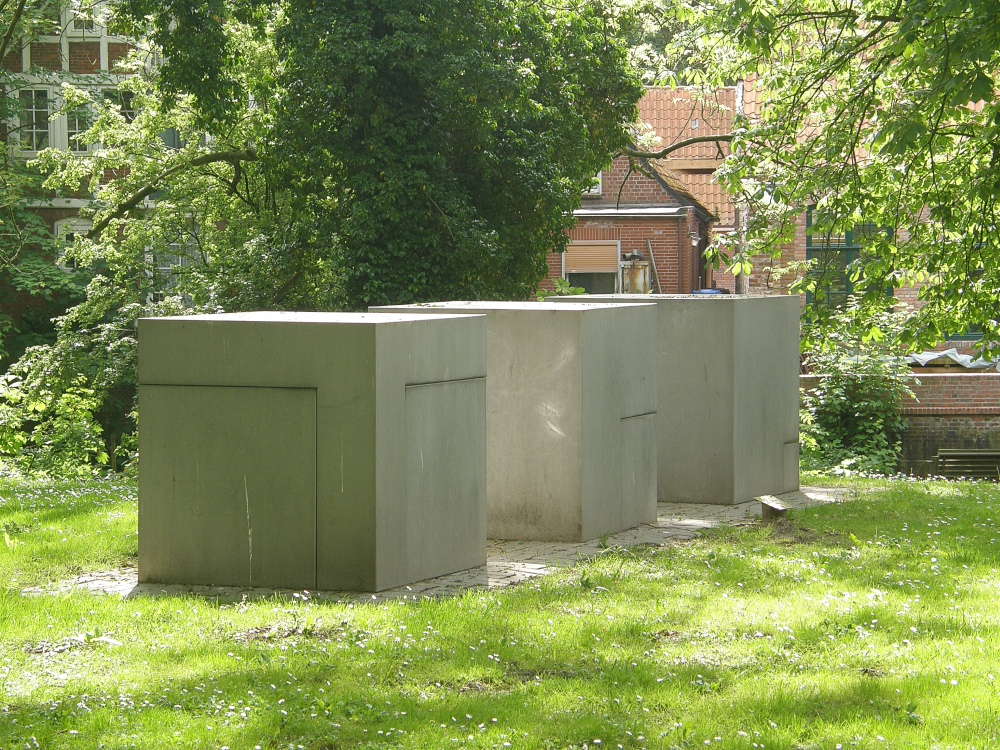
Drie Phasen Würfel (1969), Otterndorf
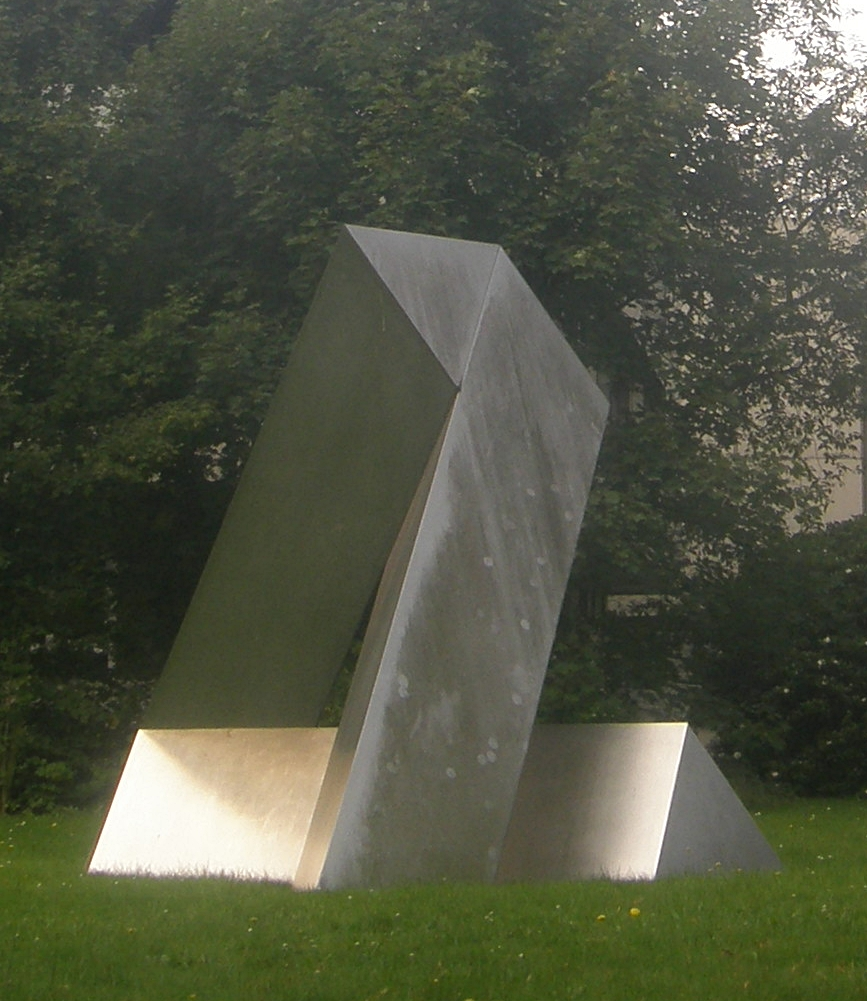
Dreiklang (1975), Hamburg
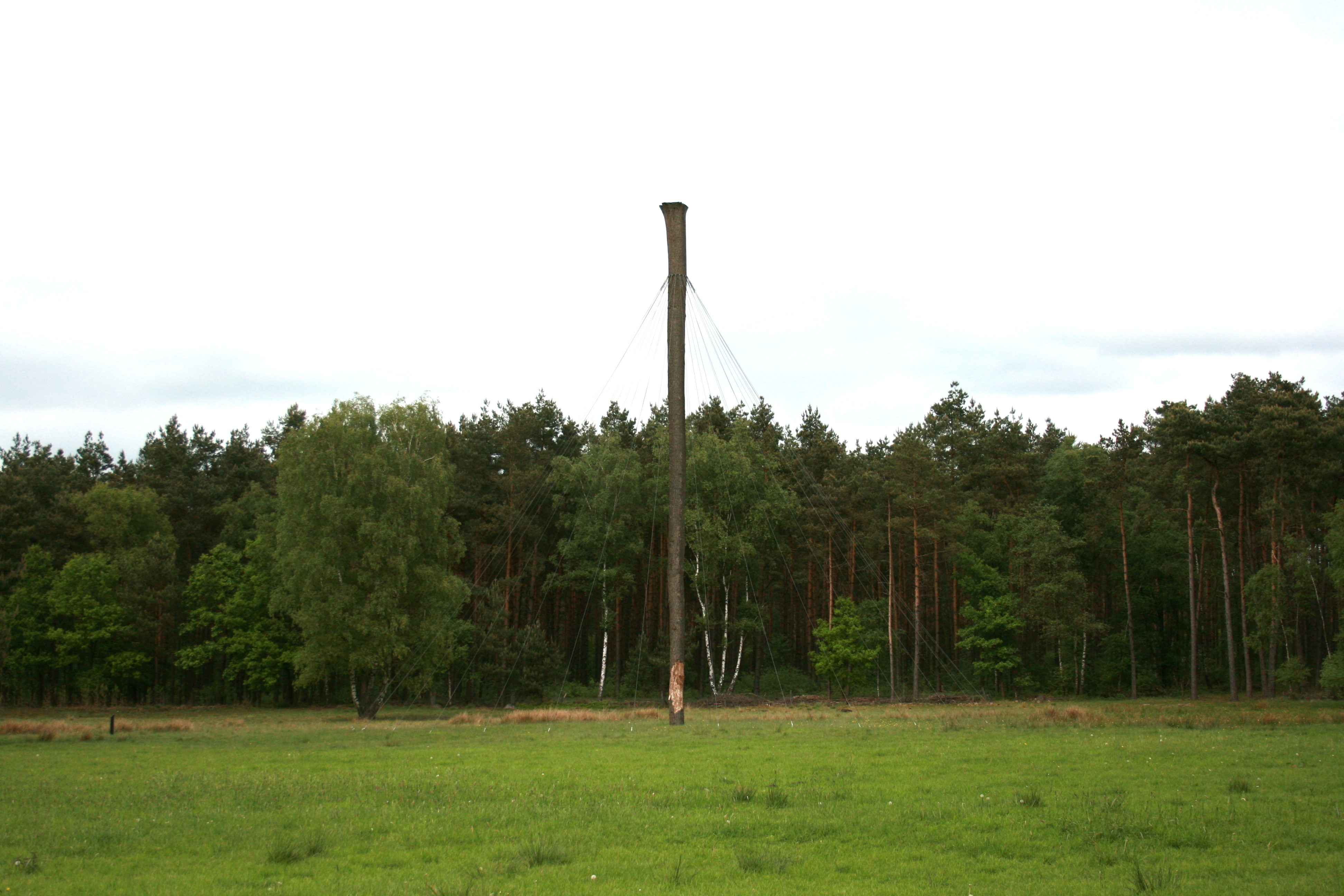
Aufgebäumter Stamm (1978), Neuenkirchen
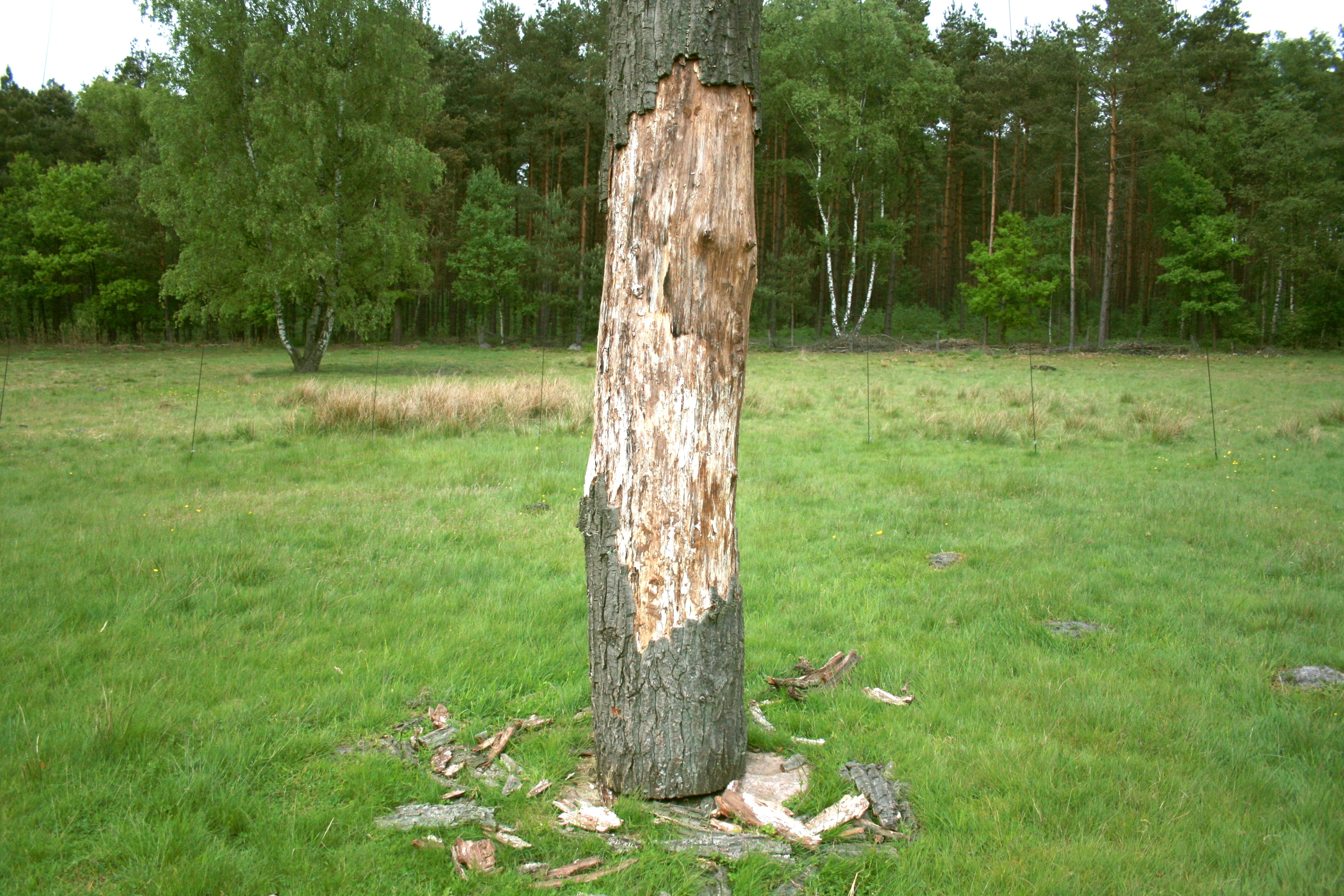
Aufgebäumter Stamm (detail)
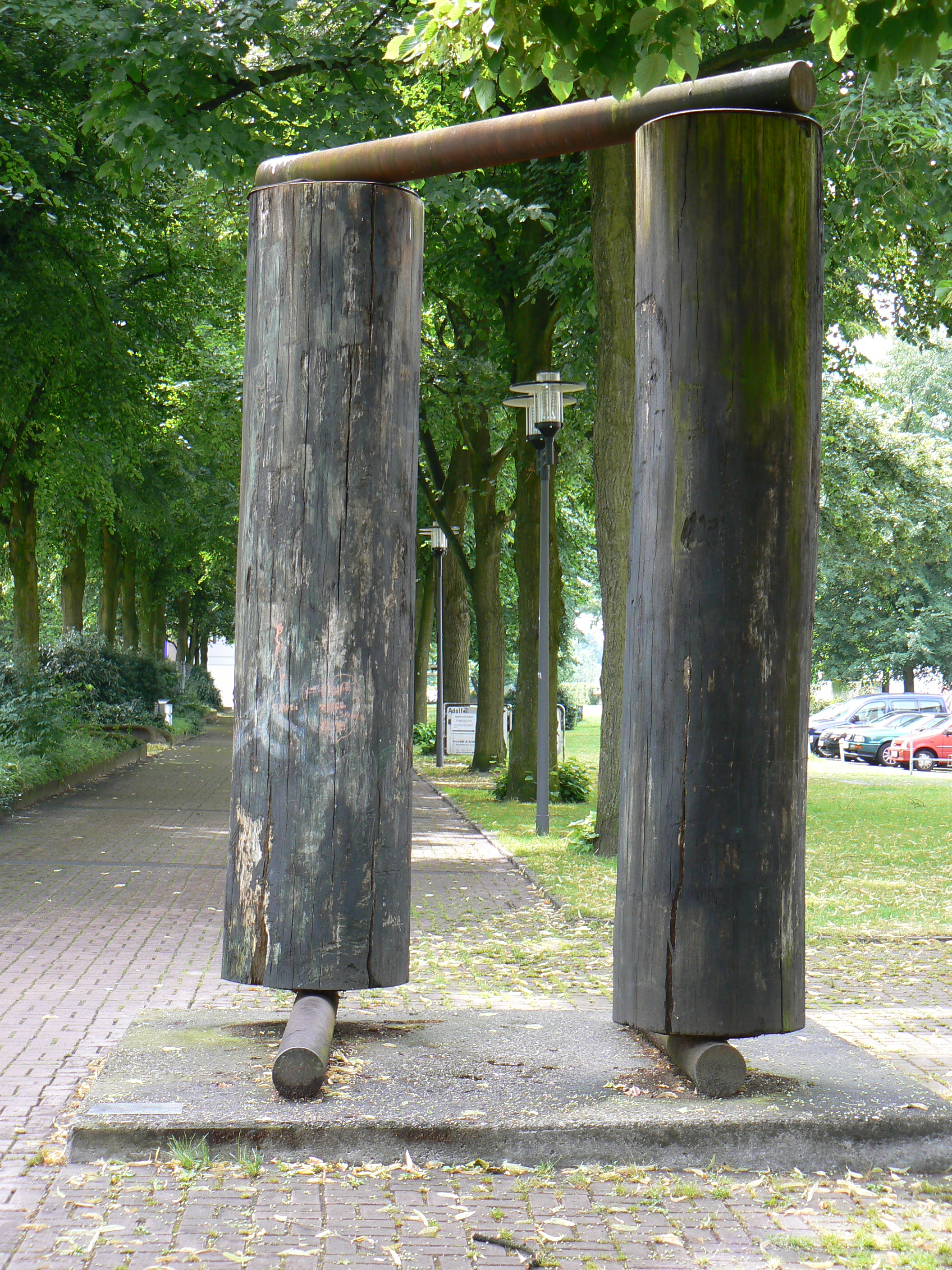
Großes Tor (1984), Marl
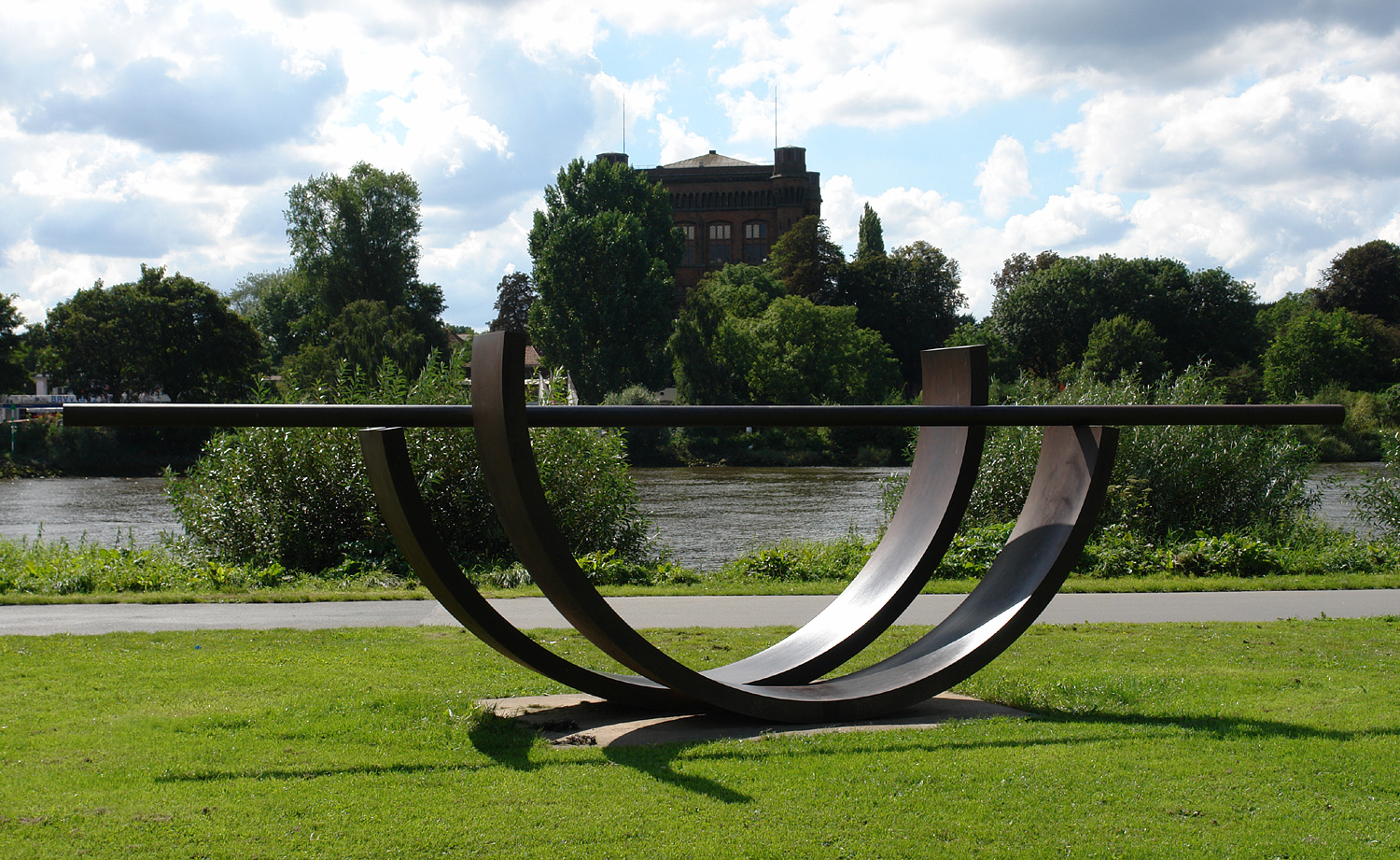
Ebbe und Flut (1991), Bremen